# Factor de escala

Cada iteración del triángulo de Sierpinski contiene triángulos relacionados con la siguiente iteración por un factor de escala de 1/2

Un factor de escala es un número que escala o multiplica cierta cantidad. En la ecuación y = Cx, C es el factor de escala para x. C es también el coeficiente de x, y puede llamarse la constante de proporcionalidad de y a x. Por ejemplo, duplicar las distancias corresponde a un factor de escala de dos para la distancia, mientras que cortar un pastel por la mitad da como resultado piezas con un factor de escala para su volumen de la mitad. La ecuación básica para ello es imagen respecto a la imagen previa. 
En el campo de las mediciones, el factor de escala de un instrumento a veces se denomina sensibilidad. La relación de dos longitudes correspondientes en dos figuras geométricas similares también se llama escala.